# .name
.name este un domeniu de internet de nivel superior, pentru familii și indivizi, dar nererestricționat. (GTLD).